# Naturschutzgebiet Wüste und Glase
Koordinaten: 53° 40′ 43,8″ N, 12° 27′ 46,5″ O
Das Naturschutzgebiet Wüste und Glase ist ein als Naturschutzgebiet ausgewiesener Ausschnitt der Endmoränenlandschaft zwischen den Gemeinden Lalendorf und Vollrathsruhe in Mecklenburg-Vorpommern. Die Unterschutzstellung erfolgte am 22. Juni 1994 und umfasst ein Gebiet von 342 Hektar.
Große Teile des Naturschutzgebietes sind Bestandteil des FFH-Gebietes Wald- und Kleingewässerlandschaft südlich von Teterow. Charakteristisch für das Gebiet ist ein stark bewegtes Relief mit Wald, Wiesen, Blockpackungen, Lesesteinhaufen und Grenzhecken. Aufgrund der Ungestörtheit und der geringen Nutzungsintensität wird der Gebietszustand als sehr gut angesehen.

## Historie
Auf eine Besiedlung aus vorgeschichtlicher Zeit weist der westlich des Ohgangsees liegende germanische Burgwall hin. Das Gebiet wurde jahrhundertelang beweidet und als Hutewald genutzt. In der Schmettauschen Karte aus dem Jahr 1788 ist ein geringerer Waldanteil verglichen mit der heutigen Zeit erkennbar. Die hohe Reliefenergie, Abgelegenheit und Unwegsamkeit des Geländes führten zum Erhalt des Findlingsreichtums. Heute wird das Offenland überwiegend als Rinderweide genutzt.

## Wasserhaushalt
Bedingt durch die Lage in der Endmoräne finden sich zahlreiche abflusslose Senken.

## Pflanzenwelt
Die Waldflächen sind mit Perlgras-Buchenwald bestockt. Charakteristische Arten dafür sind Echtes Lungenkraut, Wald-Bingelkraut und Leberblümchen. Aufgrund der Nutzungshistorie finden sich kleinflächig Eichen-Hainbuchenwälder. Auf den Findlingen siedeln eine Vielzahl an Gesteinsmoosen luftfeuchter, beschatteter Standorte. Typische Arten der Moore (Erlenbruch) im Gebiet sind Wasserfeder, Schwertlilie und Frauenfarn. Die Wiesen sind überwiegend mit nährstoffreichem Grünland bestockt, wobei sich stellenweise auch Kammgrasweiderasen finden.

## Tierwelt
Im Ohgangsee ist ein großer Bestand des Sumpfkrebses nachgewiesen. Einerseits fördert die feuchte des Gebietes zahlreiche Amphibienarten, wie Rotbauchunke, Laubfrosch, Gras- und Moorfrosch. Andererseits können auf den Findlingen wärmeliebende Reptilien wie die Zauneidechse beobachtet werden. Das Grünland gehört zum Nahrungsgebiet des Schreiadlers. Brutvögel sind Kranich, Graugans, Rotmilan, Wespenbussard, Zwergschnäpper und Mittelspecht.

## Eigentumsverhältnisse
Seit dem Jahr 2007 sind 140 Hektar der unter Naturschutz gestellten Flächen im Besitz der Manfred-Hermsen-Stiftung. Im Jahre 2008 erfolgte eine Erweiterung des Naturschutzgebietes von 190 auf 342 Hektar.